# Neochóri (ort i Grekland, Östra Makedonien och Thrakien)
Neochóri är en ort i Grekland.   Den ligger i prefekturen Nomós Évrou och regionen Östra Makedonien och Thrakien, i den nordöstra delen av landet, 500 km nordost om huvudstaden Aten. Neochóri ligger 43 meter över havet och antalet invånare är 1 160.
Terrängen runt Neochóri är platt. Runt Neochóri är det ganska tätbefolkat, med 70 invånare per kvadratkilometer. Närmaste större samhälle är Orestiáda, 6,1 km öster om Neochóri. Trakten runt Neochóri består till största delen av jordbruksmark.